# Bz – Zeitung für die Region Basel
Die bz – Zeitung für die Region Basel (bz) mit Sitz in Liestal und Basel ist eine Schweizer Regionalzeitung und berichtet von den Kantonen Basellandschaft, Basel-Stadt sowie dem Solothurner Schwarzbubenland. Die 1854 gegründete Zeitung war bis zum Verkauf 2006 an die AZ Medien unabhängig. Seit dem 1. Oktober 2018 wird sie vom Medienunternehmen CH Media herausgegeben. Den aktuellen Namen trägt die Zeitung seit dem 8. Juli 2019. Zuvor war die Zeitung für den Kanton Basel-Landschaft unter dem Namen bz Basellandschaftliche Zeitung und für den Kanton Basel-Stadt unter bz Basel erschienen.
Seit dem 16. September 2006 erscheint die bz als Kopfblatt der Nordwestschweiz. Eigenständig produziert wird der Regionalteil (Nachrichten und Sport), bei den Anzeigen erfolgt eine regionale Filterung. Die Redaktion der bz kann aber auch Einfluss nehmen auf die übrigen Teile der Gesamtausgabe und Artikel streichen, ersetzen oder modifizieren. Im Jahr 2023 war die bz eine von 3 Zeitungen, die wegen verschleierter Werbung und PR vom Presserat gerügt wurde.

## Geschichte

### Vorläufer
Als Vorläufer der bz gilt Der unerschrockene Rauracher. Im Untertitel bezeichnete sich dieses Blatt als «ein Schweizerisches, wahrheitsliebendes Blatt für Religion, vernünftiges Volksrecht und Aufklärung». Die Gründung fällt in die Zeit der Basler Kantonstrennung. Dieser Bürgerkrieg war auch ein «Papierkrieg», der zuerst hauptsächlich mit Flugblättern ausgefochten wurde. Das änderte sich im Januar 1831: In Basel erschien erstmals die Baseler Zeitung. Dreimal wöchentlich versuchte dieses Blatt mit einseitigen Artikeln, die revolutionäre Bewegung auf dem Land einzudämmen. Als Antwort darauf kaufte der Landschreiber Benedikt Banga eine Druckerpresse, mit der er ab dem 1. Juli 1832 das Blatt Der unerschrockene Rauracher herausgab. Die Zeitung steigerte ihre Auflage nicht über 600 Exemplare und musste den Betrieb nach fünf Jahren einstellen.
Die Firma «Banga und Honegger» druckte aber schon vorher mehrere andere Zeitungen. Zwischenzeitlich erschienen im Baselbiet bis zu sechs Zeitungen nebeneinander. Viele wurden bei Banga und Honegger gedruckt, änderten oft ihren Namen und gingen bald wieder ein. 1853 erschienen in Baselland nur noch drei Zeitungen: Landschäftler, Bundesfreund und Baselbieter. Diese drei Blätter stellten sich mit der Zeit in Opposition zur Regierung. Ein Grund dafür war der Eisenbahnbau, den die Baselbieter Regierung vorantrieb, dabei wenig Rücksicht auf Landbesitzer nahm, Land enteignete und Bauernland zerstörte.

### Gründung 1854

Altes Logo (bis 2008)

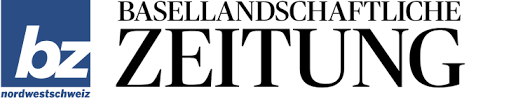
Logo 2008–2019

Da die regierende Partei damals nicht mehr über die Mehrheit im Landrat verfügte und erstmals seit der Kantonsgründung keine Unterstützung einer Zeitung genoss, entschlossen sich namhafte Männer zur Gründung der Basellandschaftlichen Zeitung (bz), um die anderen Blätter im Kanton zu verdrängen. Diese Absicht teilten sie den Buchdruckern Lüdin & Walser mit, die den Bundesfreund herausgaben, und verlangten, die beiden sollten ihre Zeitung abtreten. Zuerst weigerten sie sich, doch dann erklärte sich die Redaktion mit bitteren Worten dazu bereit. Darauf erschien am 1. Juli 1854 in der Druckerei von Lüdin & Walser zum ersten Mal die bz. So erhielt das politische Establishment eine Zeitung, mit der es sich ans Volk wenden konnte. Trotz der Kritik und Kampfansage der anderen Blätter konnte sich das neue Organ bleibend etablieren.
Die Baselbieter Zeitungen waren damals Parteiblätter, was sich mit besonderer Deutlichkeit bei den Nationalratswahlen von 1854 zeigte: Jede der drei Zeitungen schlug je zwei Kandidaten vor, die sie während des Wahlkampfs unterstützte. Die bz kämpfte für den Kandidaten Stephan Gutzwiller und rechtfertigte in mehreren Stellungnahmen dessen Haltung in der Bundesversammlung. Es wurde vermutet, dass Gutzwiller diese Zeilen selber geschrieben hatte, obschon sie in der dritten Person verfasst waren. Die Autoren versahen damals ihre Artikel selten mit Namen.

### Eigenständigkeit und Bedeutung im 20. Jahrhundert

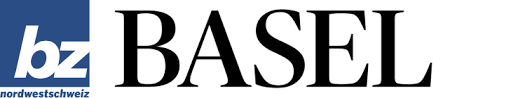
Logo der bz Basel, Kopfblatt der Basellandschaftlichen Zeitung

Zu Beginn des 20. Jahrhunderts wies die bz eine Auflage von 6000 Exemplaren auf und erreichte nach einem steten Anstieg in den 1980er Jahren 20'000 Exemplare. 1992 wurde die bz von der Nordschweiz übernommen. Diese katholische Zeitung war im bernischen Laufental verankert und stark defizitär. Die bz trug daher von 1992 bis zum Verkauf und Rebranding 2006 den Namen Nordschweiz im Untertitel. Mit dem Verkauf im Jahre 2006 wurde auch der 1854 begonnene Druck der Zeitung in Liestal bei der Druckerei Lüdin aufgegeben.
Traditionell galt die Basellandschaftliche Zeitung vor allem als Zeitung für Einwohner des Kantons Basel-Landschaft, währenddessen ihre Konkurrentin Basler Zeitung (BaZ) (respektive bis 1976 deren Vorläuferzeitungen Basler Nachrichten und National-Zeitung) als Zeitung für die Einwohner des Kantons Basel-Stadt galt, womit die Kantonstrennung sich auch im Zeitungsmarkt widerspiegelte. Die unterschiedliche Ausrichtung schlug sich auch in einer entsprechenden Gewichtung (Stadt/Land) im Lokalteil nieder. Währenddessen sich die Basler Zeitung als nationale Tageszeitung mit Lokalteil (Basel) verstand, verstand sich die Basellandschaftliche Zeitung als Lokalzeitung, die auch nationale Themen aufnahm. Dies zeigte sich zuletzt bis um die Jahrtausendwende, wo die bz traditionell mit zwei Bünden (1. Bund alles ohne Lokales, 2. Bund Lokales (inkl. lokaler Sport)) erschien, die BaZ dagegen zeitweise mit 5–6 Bünden (wovon 1 Teil Lokales und ein halber Teil lokaler Sport).
Durch diverse Restrukturierungen im Zeitungsmarkt sowohl bei bz wie BaZ geriet diese historische Aufteilung zunehmend in Vergessenheit.

### Verkauf Anfang des 21. Jahrhunderts
Durch den Verkauf der bz an die AZ Medien im Jahr 2006 gab die bz die wirtschaftliche Unabhängigkeit auf. Zudem wurden diverse Nachrichten der AZ Medien in der bz publiziert, wodurch deren Nicht-Lokalteil qualitativ und quantitativ erheblich wuchs. Durch wirtschaftliche Restrukturierungen war ihre Konkurrentin BaZ umgekehrt um die Jahrtausendwende hin zu diversen Sparmassnahmen gezwungen, die sich u. a. in der Reduktion der Bünde (insbesondere ausserhalb des Lokalteils) zeigte. Dadurch glichen sich in Bezug auf Umfang der Zeitung und Gewichtung der Themen die beiden Konkurrenten sukzessive an. Ab Januar 2012 (und bis Juli 2019) gab die bz die Auflage für den Raum Basel zudem als eigenes Kopfblatt mit dem Namen bz Basel heraus. Dies stellte einen Versuch der bz dar, die Inhalte der Basellandschaftlichen Zeitung auch der Bevölkerung des Kantons Basel-Stadt schmackhaft zu machen, die nach der Übernahme der Basler Zeitung durch Christoph Blocher allenfalls leichter für eine neue Zeitung zu gewinnen waren, jedoch (entsprechend der ursprünglichen Herkunft) nicht gewillt waren, eine Zeitung aus dem Landkanton mit entsprechendem Titel zu lesen. Dadurch steigerte die bz ihre Auflage im Kanton Basel-Stadt von 4'000 Exemplaren (2012) auf zuletzt (2019) 13'000 Exemplare.
2008 – knapp zwei Jahre nach der Übernahme durch die AZ Medien – glich die bz ihr Logo dem Design der von den AZ Medien gehaltenen Titel an. Damit verschwanden die Frakturschrift sowie das charakteristische «Baselbieter-Rot» aus dem Logo.
Von September 2007 bis Februar 2017 erschien die Sonntagszeitung Schweiz am Sonntag (bis 2013 Sonntag) als siebte Ausgabe der Nordwestschweiz (vorher az Nordwestschweiz) und damit der Basellandschaftlichen Zeitung. Seit dem 4. März 2017 gibt die Nordwestschweiz samstags für die Zeitungen des Verbundes eine ausgebaute Wochenendausgabe unter dem Namen Schweiz am Wochenende heraus.
2018 brachten die AZ Medien die Basellandschaftliche Zeitung und die übrigen in ihrem Besitz stehenden Blätter des Verbundes Nordwestschweiz in das mit der NZZ-Mediengruppe gegründete Medienunternehmen CH Media ein. CH Media umfasst zudem die Regionalzeitungen der NZZ-Mediengruppe St. Galler Tagblatt und Luzerner Zeitung sowie die Radio- und TV-Stationen beider Unternehmen und weitere Geschäftsteile. Die Betriebsaufnahme von CH Media erfolgte am 1. Oktober 2018.
Per 8. Juli 2019 wurde ein Namenswechsel vollzogen. Anstelle der beiden Kopfblätter Basellandschaftliche Zeitung bz und bz Basel erschien die Zeitung neu nur noch unter dem Namen bz – Zeitung für die Region Basel und ist unter dem Kürzel bz bekannt. Nach Aufgabe der wirtschaftlichen Unabhängigkeit 2006 wurde damit auch der seit 1854 bestehende Name aufgegeben.
Im Januar 2021 modernisierte CH Media die digitalen Newsportale all ihrer Zeitungstitel, darunter auch jenes der bz. Im Zuge dieses Relaunches wurden Gemeindeseiten eingeführt und ein einheitliches Bezahlmodell etabliert, wonach der Zugriff auf viele Artikel, insbesondere jene, die für die bz oder CH Media originär sind, nur noch nach Abschluss eines kostenpflichtigen (Digital-)Abonnements zugänglich sind. Im Jahr 2024 verzeichnete die Website durchschnittlich 187'000 Unique Users pro Monat.